# Лопатин (село)
Лопа́тин — село в Україні, у Самгородоцькій сільській громаді Хмільницького району Вінницької області. Населення становить 284 осіб.

## Географія
Селом протікає річка Постіл, права притока Десни.

## Історія
Станом на 1885 рік у колишньому власницькому селі Самгородської волості Бердичівського повіту Київської губернії мешкало 329 осіб, налічувалось 38 дворових господарств, існували каплиця, постоялий будинок і водяний млин.
За переписом 1897 року кількість мешканців зросла до 923 осіб (452 чоловічої статі та 471 — жіночої), з яких 518 — православної віри, 347 — римо-католицької.
1890 року графом Бжезовським було побудовано палац в неоготському стилі, на подобу середньовічного замку. Будівля розграбована та спалена російськими більшовиками 1918 року[джерело?].

## Видатні уродженці
- Данилюк Галина Іванівна — майстер художньої вишивки і педагог, Заслужений майстер народної творчості України.